# Waiting for the Sirens' Call
Waiting for the Sirens' Call —en español: Esperando la llamada de las sirenas— es el octavo álbum de estudio de la banda New Order. El álbum fue lanzado el 28 de marzo de 2005 en el Reino Unido y el 25 de abril de 2005 en los Estados Unidos, y fue precedido por el sencillo «Krafty» en febrero. Dos sencillos adicionales del álbum fueron puestos en publicación: «Jetstream», que cuenta con la voz de Ana Matronic de Scissor Sisters, y la pista que le da título al álbum, «Waiting for the Sirens' Call». El álbum fue lanzado en un momento en que la banda estaba experimentando un reconocimiento sin precedentes en los medios.
Este significó el último álbum en el que participó el bajista y fundador de la banda Peter Hook.

## Antecedentes
Es el primer álbum de New Order grabado sin Gillian Gilbert quien dejó la banda en 2001 para cuidar de su familia. El álbum fue grabado en los estudios Real World en el período 2003-2004, y los costos de producción ascendió a 700 000 £. Durante las sesiones de la banda también grabó siete canciones destinadas a su próximo álbum, que nunca se completó según lo previsto. Estas canciones fueron dejados de lado cuando Peter Hook dejó el grupo en 2007. Una canción, «Hellbent», se lanzó en 2011 y los siete (además de un remix de «I Told You So») fueron incluidos en el álbum Lost Sirens del año 2013.
Este álbum fue el primer y único álbum de New Order de tener una pista del título. Esto coincide con la tendencia actual de ahora usando títulos de las canciones que están en las letras de las canciones, una práctica de la banda que rara vez se hizo antes de su álbum de 2001 Get Ready. El lanzamiento en Japón incluye varias versiones alternativas de «Krafty» como bonus tracks, incluyendo una interpretada en japonés. Esta fue la primera vez que el cantante Bernard Sumner graba en un idioma distinto del Inglés.

## Lista de canciones
Todas las canciones escritas y compuestas por New Order, excepto «Jetstream» que fue compuesto por New Order, S. Price y A. Lynch. 
| N.º | Título                         | Productor(es)             | Duración |  |
| 1.  | «Who's Joe?»                   | New Order, Jim Spencer    | 5:41     |  |
| 2.  | «Hey Now What You Doing»       | New Order, Stephen Street | 5:16     |  |
| 3.  | «Waiting for the Sirens' Call» | New Order, Jim Spencer    | 5:42     |  |
| 4.  | «Krafty»                       | New Order, John Leckie    | 4:33     |  |
| 5.  | «I Told You So»                | New Order, Jim Spencer    | 6:00     |  |
| 6.  | «Morning Night and Day»        | New Order, Stephen Street | 5:12     |  |
| 7.  | «Dracula's Castle»             | John Leckie, New Order    | 5:40     |  |
| 8.  | «Jetstream»                    | Stuart Price, New Order   | 5:23     |  |
| 9.  | «Guilt Is a Useless Emotion»   | Stuart Price, New Order   | 5:39     |  |
| 10. | «Turn»                         | New Order, Stephen Street | 4:35     |  |
| 11. | «Working Overtime»             | New Order, Stephen Street | 3:26     |  |

Bonus track para Estados Unidos
1. «Guilt Is A Useless Emotion» (Mac Quayle Vocal Mix) – 6:29

Bonus tracks para Japón
1. «Krafty» (Versión en japonés) – 4:33
2. «Krafty» (The Glimmers Twelve Inch Extended) – 6:55
3. «Krafty» (Phones Reality Remix)" – 7:07

## Posicionamiento en lista
| Lista (2005)                                     | Posiciones |
| ------------------------------------------------ | ---------- |
| Alemania (Offizielle Top 100)                    | 14         |
| Australia (ARIA Albums Chart)                    | 15         |
| Austria (Austrian Albums Chart)                  | 38         |
| Bélgica (Ultratop flamenca)                      | 32         |
| Bélgica (Ultratop valona)                        | 21         |
| Dinamarca (Hitlisten)                            | 24         |
| Escocia (Albums Chart Top 100)                   | 5          |
| España (PROMUSICAE)                              | 45         |
| Estados Unidos (Billboard 200)                   | 46         |
| Estados Unidos (Billboard Top Electronic Albums) | 1          |
| Estados Unidos (Billboard Top Internet Albums)   | 46         |
| European Top 100 Albums                          | 6          |
| Finlandia (Suomen Virallinen Lista)              | 34         |
| Francia (SNEP Albums Chart)                      | 22         |
| Irlanda (Irish Albums Chart)                     | 19         |
| Italia (FIMI)                                    | 37         |
| Noruega (VG-lista)                               | 11         |
| Nueva Zelanda (RIANZ Albums Chart)               | 19         |
| Países Bajos (Mega Album Top 100)                | 52         |
| Reino Unido (UK Albums Chart)                    | 5          |
| Suecia (Swedish Albums Chart)                    | 7          |
| Suiza (Swiss Albums Chart)                       | 44         |

## Personal
- Bernard Sumner – Voz, guitarras, melódica, sintetizadores y programación
- Peter Hook – Bajo, percusión electrónica, coros
- Stephen Morris – Batería, sintetizadores y programación
- Phil Cunningham – Sintetizadores y programación, guitarras

### Producción
La información sobre el personal del álbum esta enumerado de la siguiente manera:
- New Order – productores, compositores
- Jim Spencer – productor (1, 3, 5)
- Stephen Street – productor (2, 6, 10, 11), mezcla (2, 6, 10, 11)
- Cenzo Townshend – mezcla (2, 6, 10, 11), ingeniería de sonido (2, 6, 10, 11)
- Rich Costey – mezcla (4)
- Dawn Zee – coros (5, 9)
- John Leckie – productor (7), mezcla (7)
- Stuart Price – productor (8, 9), compositor (8)
- Ana Matronic – colaboración (voces) (8), compositor (8)
- Beatrice Hatherley – coros (9)
- Mac Quayle – teclados, programación adicional
- Bruno Ellingham – ingeniería de sonido adicional
- Tom Stanley, Paul Grady, Claire Lewis, Marco Migliari, Rob Haggett, Phil Rose y Owen Skinner – asistencia de ingeniería de sonido
- Peter Saville – dirección artística, fotografía
- Anna Blessman – fotografía
- Howard Wakefield y Peter Saville Associates – diseño gráfico